# Conservatório de Veneza

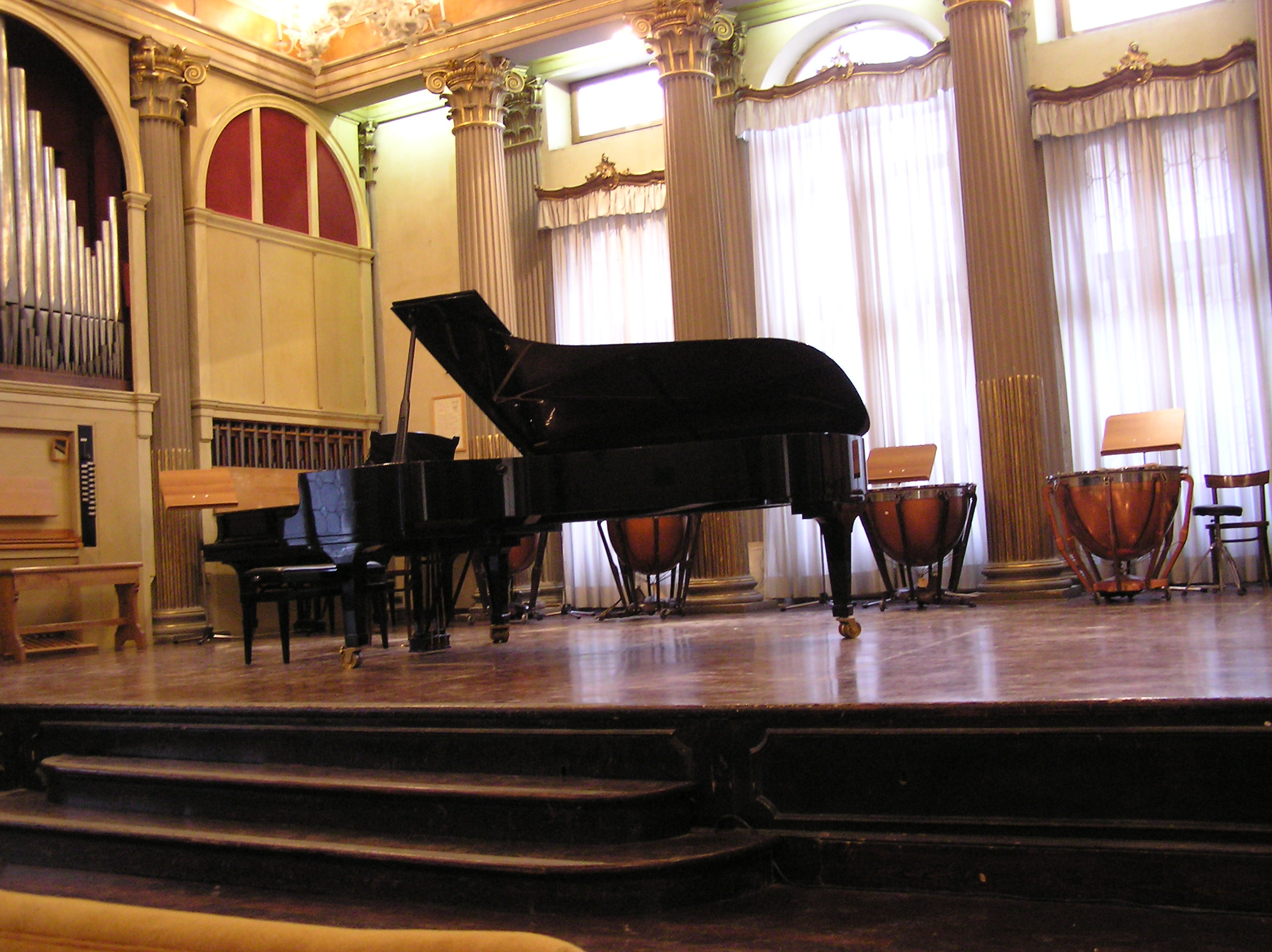
Salle de concert

O Conservatório de Veneza foi fundado em 1876 como Liceo e Società Musicale Benedetto Marcello, e é dedicado a Benedetto Marcello. Tem sede no Palazzo Pisani.
Alguns dos seus docentes mais famosos foram Pier Adolfo Tirindelli, Gino Tagliapietra, Francesco de Guarnieri, Ettore Gracis, Bruno Maderna e Giuseppe Sinopoli. Luigi Nono foi lá aluno.